# City of Salford
City of Salford, ook Salford, is een district met de officiële titel van city, in het stedelijk graafschap (metropolitan county) Greater Manchester en telt 254.000 inwoners. De oppervlakte bedraagt 97 km². Hoofdplaats is Salford.
Van de bevolking is 16,3% ouder dan 65 jaar. De werkloosheid bedraagt 3,8% van de beroepsbevolking (cijfers volkstelling 2001).

## Plaatsen in district City of Salford
- Cadishead
- Eccles
- Irlam
- Swinton
- Worsley